# Serra da Malagueta
Serra da Malagueta je pohoří na severozápadě ostrova Santiago na Kapverdských ostrovech. Je přístupné po silnici z měst Praia a Taraffal, která spojuje sever a jih ostrova Santiago.
Nachází se zde chráněná rezervace Parque Natural da Serra da Malagueta o rozloze 774 hektarů.